# Plan del Hospicio
El Plan del Hospicio fue una rebelión política que se originó en Guadalajara el 20 de octubre de 1852, encausada por comerciantes, hacendados y clérigos. Su objetivo fue desconocer el gobierno del presidente Mariano Arista y preparar el retorno de Antonio López de Santa Anna.

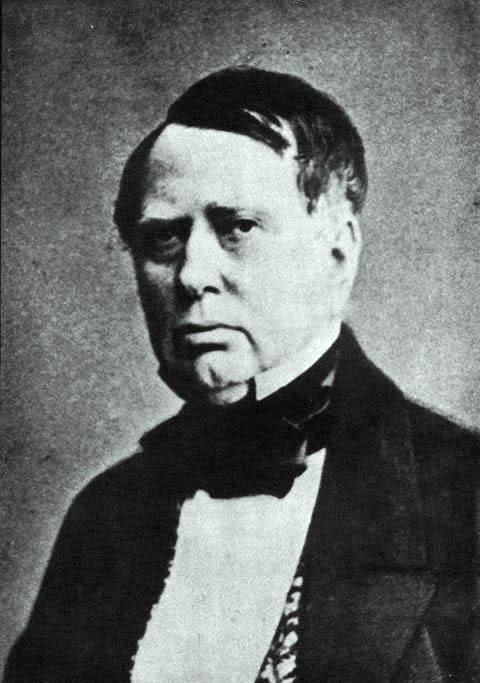
El presidente Mariano Arista fue desconocido por el Plan del Hospicio.

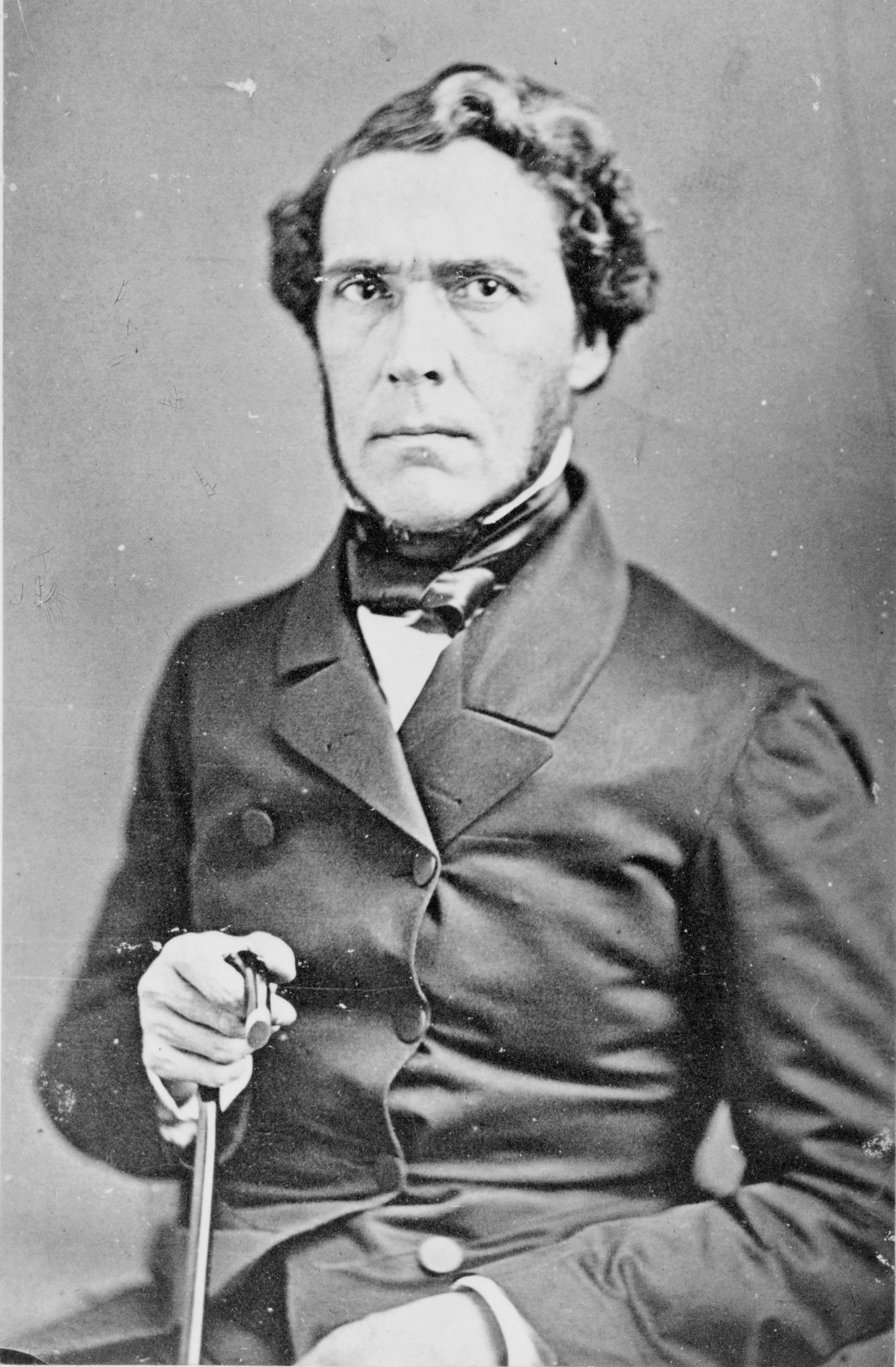
General Juan Bautista Ceballos, sucesor del presidente Arista.

## Antecedentes
Ante la derrota de México contra los Estados Unidos en 1848 y después de tres décadas de tener una vida independiente problemática, el descontento contra el federalismo y las formas de representación popular era general en la época; se hizo claro que no había unidad nacional, por lo que era necesario construirla. Sin embargo, este proyecto se veía interrumpido por la división ideológica entre conservadores y liberales. 
Los conservadores eran enemigos directos de cualquier reforma que buscara alterar el orden político existente – privilegios para Iglesia y Ejército. Además las clases sociales empezaban a dudar de la capacidad de los gobernantes para traer paz y desarrollo a la nación. Es por esto que el 26 de julio de 1852, se pronunció en Guadalajara, José María Blancarte que buscaba derrocar al gobernador del Estado: Jesús López Portillo.
El coronel Francisco Cosío Bahamonde, Anastasio Rodríguez y Carlos Sánchez Navarro se adhirieron al movimiento; este último proclamó el Plan de Guadalajara el 13 de septiembre de 1852.
El movimiento creció tanto que el plan de Guadalajara se modificó el 20 de octubre de 1852 agregando la convocatoria de un congreso extraordinario, después de esta modificación se le llamó Plan del Hospicio, el cual encabezó por el productor de tequila Lázaro J. Gallardo.

## Contenido
El Plan del Hospicio proclamaba a la nación mexicana como una sola e indivisible, bajo un sistema federal, popular y representativo; organizaba un poder ejecutivo depositado en una persona con el objetivo de traer orden y justicia a la nación, afianzaba las instituciones, garantizaba la independencia y cuidaba de los Estados fronterizos.
Planteaba la convocatoria de un Congreso extraordinario por el general en jefe de las fuerzas nacionales, el cual elegiría al presidente interino, reformaba la Constitución, organizaba el Erario de la Nación, arreglaba el comercio interior y exterior, armaba a los Estados Fronterizos para hacer frente a posibles invasiones, arreglaba las elecciones, formaba la planta general de una administración económica, reorganizaba al ejército y daba amnistía por delitos políticos.
A todo gobierno que secundara el plan le daba las facultades para organizarse bajo las bases expuestas en el plan, con el fin de ayudar en la defensa de los estados fronterizos, así como para regenerar a la República. Los estados tendrían que declarar vigente la ley de 20 de abril de 1847.
A aquellos que se opusieran los hacía enemigos de la independencia y de la unidad de la República, los hacía responsables con su persona y bienes.
Se nombraba general de las fuerzas de Jalisco al general José López Uraga con el fin de poder sostener el plan, pues lo consideraban un ciudadano distinguido de gran orden y severidad, capaz de sofocar cualquier rebelión.
El artículo 11 del plan le hacía la invitación a Antonio López de Santa Anna a regresar a México desde su lugar de exilio en Turbaco, Colombia.

## Consecuencias

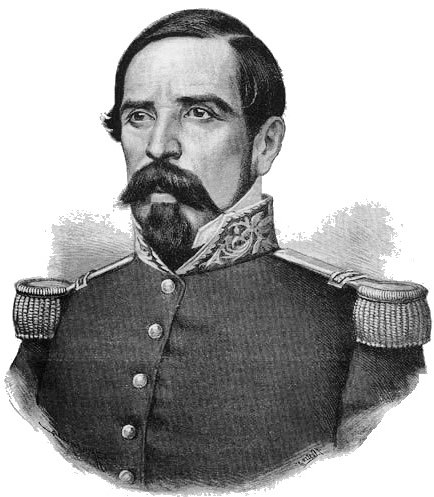
El presidente Manuel María Lombardini entregó la presidencia a Santa Anna.

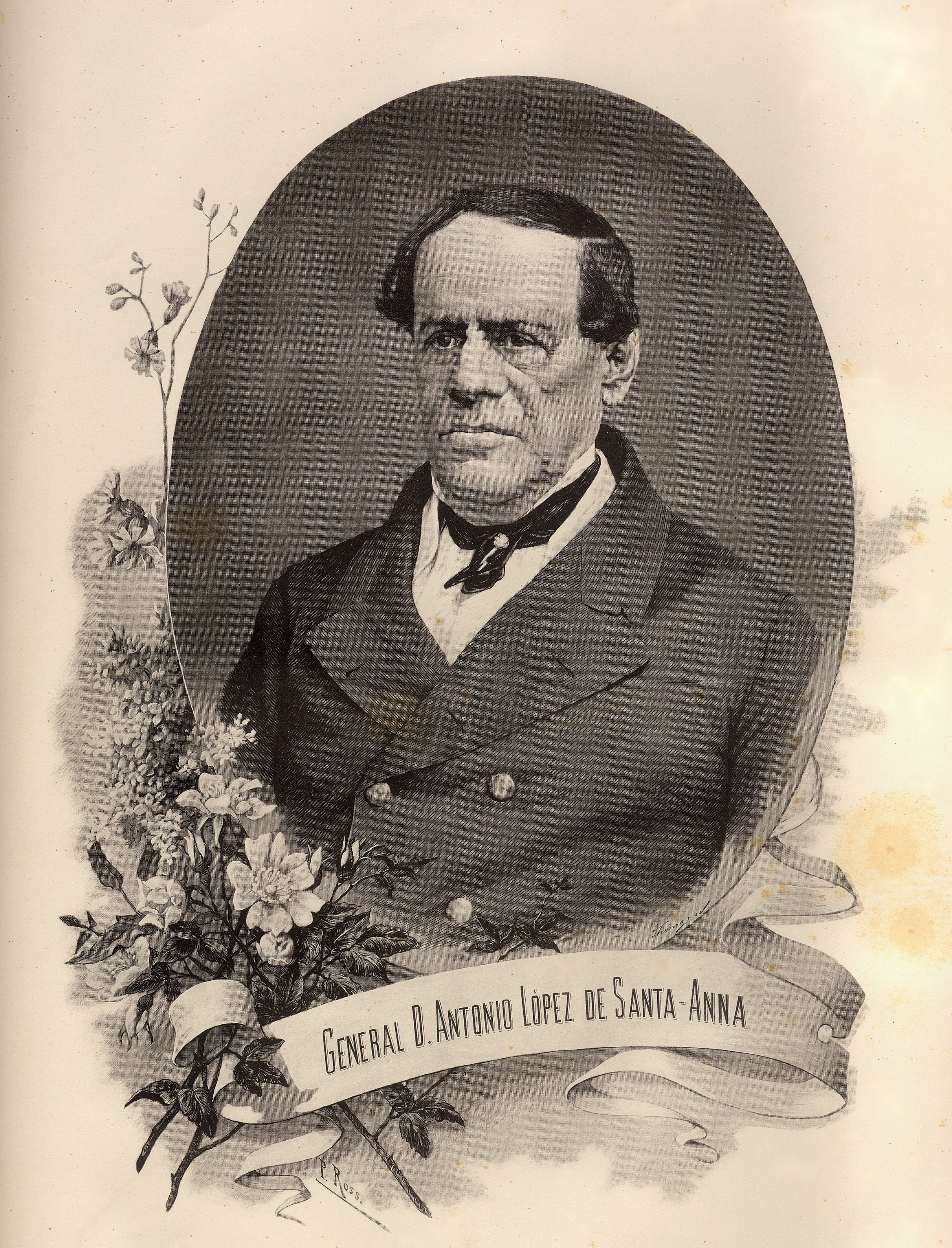
Antonio López de Santa Anna asumió por última vez la presidencia de México en 1853.

Mariano Arista trató de hacerle frente al Plan aumentando las contribuciones directas un 50 por ciento, pero el Congreso no aprobó dicha medida, tampoco le otorgó facultades extraordinarias. Fue así como el presidente Arista renunció el 5 de enero de 1853. Se nombró presidente interino a Juan Bautista Ceballos.
Su sucesor Juan Bautista Ceballos renunció a los 30 días de gobierno, habiendo disuelto las Cámaras; seguido por Manuel María Lombardini, el cual depuso a los gobiernos de Jalisco, Sinaloa, Durango, Chihuahua, Tamaulipas, Michoacán y San Luis Potosí.
Lombardini le entregó la presidencia a Santa Anna cuando éste llegó a México el 20 de abril de 1853, cuando fue investido con la banda presidencial.